# Canal del Centre
El Canal del Centre és un canal de Bèlgica que enllaça el canal Brussel·les-Charleroi a Seneffe amb el Canal Nimy-Blaton-Péronnes. Forma una malla essencial en l'enllaç de les conques del Mosa i de l'Escalda.
El canal inaugurat el 1917 era d'una capacitat d'embarcacions de 300 tones. Des de 1962 l'obra de modernització i d'eixamplament comença i s'ha acabat el 30 d'agost 2002.
El canal modern té una llargada de 24,275 km d'una capacitat de 1350 tones (Classe IV). De Ville-sur-Haine cap a Houdeng-Goegnies s'ha construït una drecera al nord dels nuclis de Strépy-Bracquegnies i Houdeng.
El braç antic del canal és d'una llargada de 7,2 km. Era vaticinat a la destrucció als anys seixanta del segle passat però un moviment de conservació s'ha aixecat des del 1978 per a protegir el siti i les quatre ascensors hidràulics del segle xix. Va reeixir el repte i el 1998, la UNESCO l'ha declarat patrimoni de la Humanitat.
Des d'aleshores, hi ha dos canals del centre: el modern, utilitzat per a la navegació comercial i l'històric com atracció museística i turística.

## El canal històric

### Història

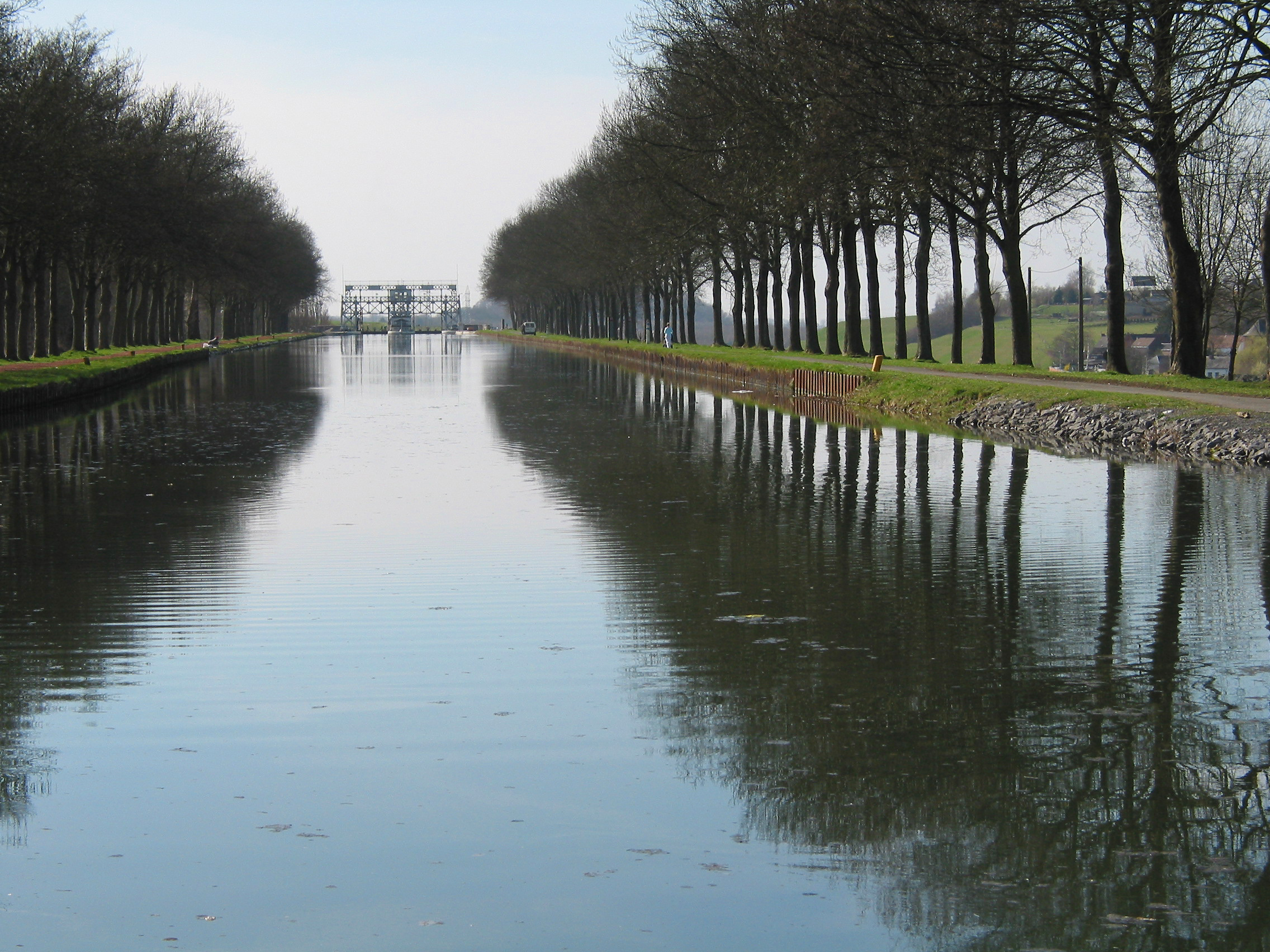
El canal històric amb l'ascensor n° 4 al segon pla

La història del canal comença al 24 de juny 1379, quan Albert de Baviera, comte d'Hainaut va decidir que s'havia de millorar les condicions de navegació al riu Haine entre Mons i el seu aiguabarreig amb l'Escalda a Condé sur l'Escaut. El 1554 el comte Joan d'Otinge va emetre un nou decret per a apregonar l'Haine. A aquesta època, encara no es parlava d'un enllaç de l'Escalda amb el Mosa com que la cresta de més de noranta metres era insuperable amb els mitjans tècniques d'antany.
El 1774, sota el regne Austriac es parla per a la primera vegada d'aquest enllaç, un projecte que els ocupants francesos van tornar a prendre el 1800. El 5 de maig 1810, l'emperador Napoleó decretà la construcció d'un enllaç Escalda-Mosa que connectara Charleroi a Mons en utilitzar el curs de l'Haine. El Canal Mons-Condé o sia la canalització de l'Haine fins a l'aiguabarreig amb l'Escalda va acabar-se, tot i encontrar moltes dificultats.

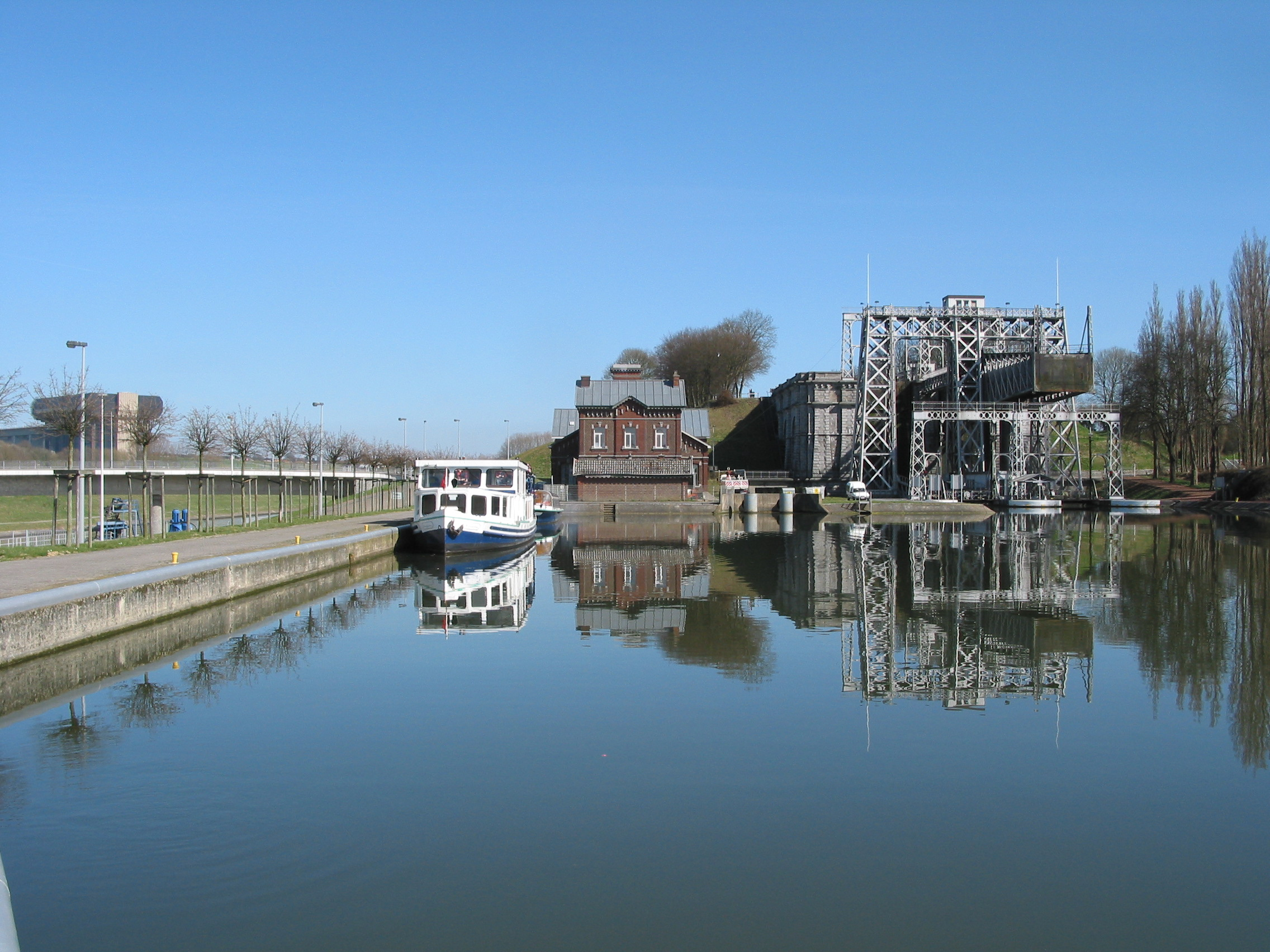
El canal històric a Thieu

Només queda el tram Mons-Charleroi o sia el futur canal del Centre. Superar un desnivell d'uns noranta metres en un trajecte d'a penes 21 quilòmetres era i és un repte de veres. Això no era pas l'única dificultat: l'estructura geomorfològica de la zona era força inestable a causa de les explotacions mineres i, de més, la quantitat d'aigua disponible als rierols que haurien d'alimentar el canal i les rescloses era força restreta. De 1826 fins a 1881, no menys que deu projectes van treure's a llum fins que el govern belga va decidir el 4 d'agost 1879 de construir el canal, al retorn d'un viatge d'estudis d'un grup d'enginyers belgues a Anglaterra. El 1881, el ministre de foment Charles Sainctelette va aprovar l'onzè projecte segons la tècnica desenvolupada per a l'enginyer anglès Edwin Clark en col·laboració amb la societat de construcció mecànica Cockerill de Seraing.
S'opta per un traçat que segueix la vall del Thiriau de La Louvière fins a Thieu i la vall de l'Haine fins a Mons. Per a superar els noranta metres calen sis rescloses d'un desnivell de 4,00 m, cinc de 4,20 m, una de 2,26 m i quatre ascensors tipus Clark: un de 15,4 m i tres de 16,93 m. L'avantatge d'un ascensor es doble: permet de superar un desnivell més llarg i li call seixanta vegades menys aigua que una resclosa.
L'obra va començar al setembre de 1883 a La Louvière i el canal va inaugurar-se el 1917. El tram històric que subsisteix després de l'obra de modernització té una resclosa i els quatre ascensors hidràulics autèntics.

### Infraestructures
| Resclosa i ascensors            | Resclosa i ascensors | Resclosa i ascensors | Resclosa i ascensors | Resclosa i ascensors | Resclosa i ascensors |
| ------------------------------- | -------------------- | -------------------- | -------------------- | -------------------- | -------------------- |
| Localitat                       | llargada             | amplada              | calat                | alçària llibre       | desnivell            |
| Houdeng-Goegnies·n°1 (ascensor) | 40,80 m              | 5,20 m               | … m                  | … m                  | 15,40 m              |
| Houdeng-Goegnies·n°2 (ascensor) | 40,80 m              | 5,20 m               | … m                  | … m                  | 16,93 m              |
| Bracquegnies·n°3 (ascensor)     | 40,80 m              | 5,20                 | … m                  | … m                  | 16,93 m              |
| Thieu·n°4 (ascensor)            | 40,80 m              | 5,20                 | … m                  | … m                  | 16,93 m              |
| Thieu (resclosa)                | 124,00 m             | 12 m                 | … m                  | … m                  | 4,20 m               |

### El canal històric avui
El canal històric, del qual les instal·lacions van restaurar-se, és esdevingut una atracció turística d'envergadura, gràcies a l'acció incansable de la Compagnie du canal du Centre, creada el 1978 per un aficionat del canal, Jean-Pierre Gailliez. Aquest tram ja no s'utilitza per al trànsit comercial.

## El canal modern

### Història

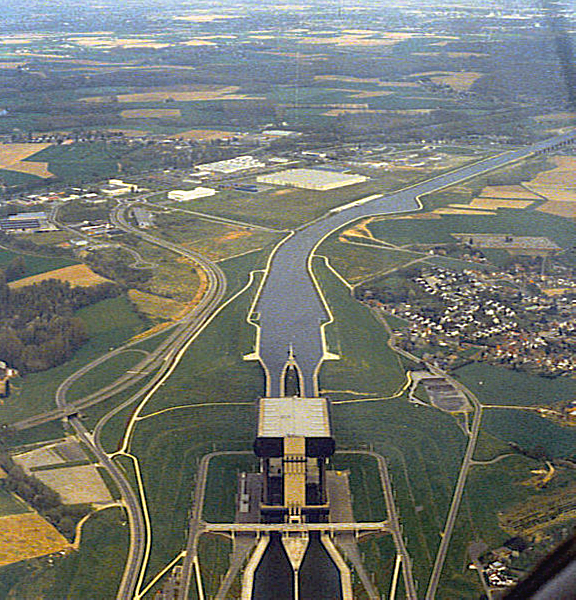
Panorama del canal

El 1947 es va parlar per a la primera vegada d'eixamplar el canal. Des del 1954, la CEMT va decidir que calia modernitzar la xarxa de transport de navegació interior d'Europa i augmentar la capacitat de les vies principals a 1350 tones. La majoria dels canals eren de classe I amb una màxima capacitat de 300 tones. La CEMT preveia a dreta llei una explosió del transport de mercaderies. El 9 de març 1957, el llavors parlament unitari de Bèlgica vota una llei ("la llei de les 1350 tones") que determina la llista les vies navegables que han d'eixamplar-se. L'obra comença el 1963. El quid principal era, com des de l'inici de la història del canal, el desnivell i la solució per a reemplaçar els quatre ascensors. Aviat les rescloses d'Havré i d'Obourg-Wartons van construir-se, però va caldre molt de temps per a triar entre un pla inclinat, un canal inclinat, una escala de rescloses o un ascensor.
L'obra era gegantí, si més no faraònic pels detractors. Era l'època de la història de Bèlgica a la qual calia sempre compensacions d'ambdós costats de la frontera lingüística, cada vegada que es proposaven obres majors. L'obra es va finançar per a contrapesar un altre projecte faraònic: el port de Zeebrugge. Després de moltes tergiversacions, finalment, va optar-se per construir l'ascensor naval de Strépy-Thieu i la construcció va començar el 1982. Diverses vegades els treballs van suspendre's quan el govern central tenia altres prioritats financeres. Després de la regionalització de la competència de foment el 1993, el govern való va reprendre l'obra i crear la societat Sofico el 1994, per a acabar uns grans projectes inacabats o inacabables: l'ascensor i el túnel de Cointe, aturades per a la inèrcia del govern central que precedia la regionalització de 1993. El canal nou va acabar-se amb la inauguració el 2002 d'aquest ascensor, el més llarg del món.

### Infraestructures
| Rescloses i ascensor           | Rescloses i ascensor | Rescloses i ascensor | Rescloses i ascensor | Rescloses i ascensor | Rescloses i ascensor |
| ------------------------------ | -------------------- | -------------------- | -------------------- | -------------------- | -------------------- |
| Localitat                      | llargada             | amplada              | calat                | alçària llibre       | desnivell            |
| Havré (resclosa)               | 124,00 m             | 12,50 m              | … m                  | … m                  | 10,00 m              |
| Ascensor naval de Strépy-Thieu | 55,00 m              | 7,30 m               | … m                  | … m                  | 73,15 m              |
| Obourg-Wartons (resclosa)      | 96,00 m              | 12 m                 | … m                  | … m                  | 5 m                  |

## Estadístiques del trànsit al canal
De 2000 (últimes estadístiques disponibles pel canal històric) el 2006, el volum de les mercaderies transportades al canal va multiplicar-se gairebé per vuit.
| Any            | tonatge     | embarcacions |
| Canal històric |             |              |
| 1987           | 498.000 t   | 2853         |
| 1990           | 335.000 t   | 2103         |
| 2000           | 282.000 t   | 1531         |
| Canal modern   |             |              |
| 2004           | 1.513.000 t | 4041         |
| 2005           | 1.871.000 t | 4941         |
| 2006           | 2.295.000 t | —            |